# スティーファニ・アナスン
スティーファニ・アナスン(デンマーク語: Stephanie Andersen、1992年6月19日 - )は、デンマークのハンドボール選手。
2016年よりスィルゲボー＝ヴォールKFUMに所属。ユース年代での代表選出経験を有し、2010年の世界ユース女子ハンドボール選手権に出場している。